# وينديل فيليبس (عالم آثار)
وينديل فيليبس (بالإنجليزية: Wendell Phillips)‏ هو عالم آثار أمريكي، ولد في 25 سبتمبر 1925، وتوفي في 4 ديسمبر 1975. قاد بعض البعثات الأثرية الأولى في المناطق التي هي جزء من اليمن وعُمان الآن. اكتشف فيليب قطعًا أثرية عثر عليها في خمسينات القرن العشرين تعود لمملكة سبأ القديمة. اشتهر فيليبس في الولايات المتحدة بأسلوبه الجريء ومغامراته الخطرة، فلُقب بـ «لورنس العرب الأمريكي».

## اكتشافاته الأثرية

### البعثة الأفريقية
في أواخر الأربعينيات، حصل فيليبس على تمويل من جامعة كاليفورنيا لتنظيم استكشاف أثري واسع لأفريقيا. على الرغم من أن فيليبس كان عديم الخبرة كعالم آثار، إلا انه استخدم مهاراته الكاريزمية والإقناع لقيادة فريق من حوالي 50 عالمًا وفنيًا، مجهزًا بشاحنات وطائرة. استغرقت الحملة 26 شهرًا وغطت طول القارة بأكملها بين مصر وجنوب إفريقيا، وحصلت على دعاية كبيرة في الولايات المتحدة. كان من أبرز النتائج التي توصلت إليها البعثة فكين وأسنان قردة عليا من موقع سوارتكرانز في جنوب أفريقيا.

### البعثة اليمنية الأولى
كانت رحلة فيليبس التالية في عام 1951 إلى شبه الجزيرة العربية. بدأ التخطيط لهذه الرحلة باجتماع عام 1949 بين فيليبس وأحمد بن يحيى، الذي اقترح على فيليبس أن يستكشف منطقة اليمن المعاصر. تم تعزيز توصية الإمام بشكل أكبر في الاجتماعات التي عقدها فيليبس مع المستعرب جون فيلبي ومع تشارلز إنج الذي كان آنذاك مدير الآثار في مستعمرة عدن. بلغت هذه المحادثات ذروتها عندما قاد فيليبس رحلة لاستكشاف مدينة تمنع القديمة. هذه المنطقة ذات أهمية تاريخية بسبب دورها في طريق البخور. استعدادًا للبعثة اليمنية، أجرى فيليبس استطلاعًا جويًا لمدة أسبوعين لشبه الجزيرة العربية.

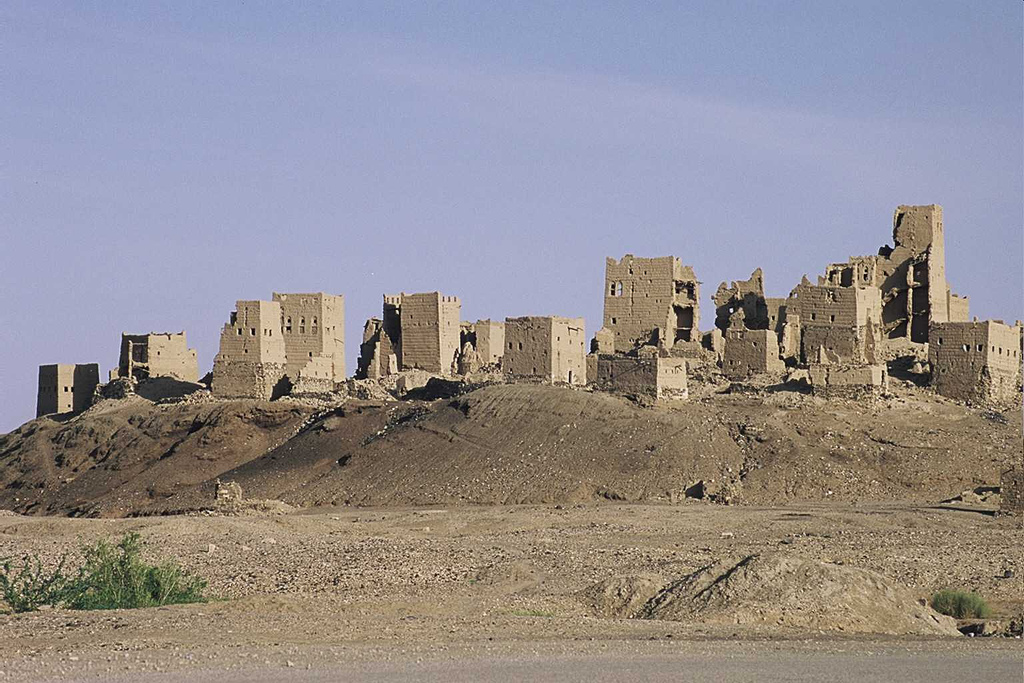
مدينة مأرب القديمة

كانت الرحلة إلى اليمن أصغر وأكثر تنظيمًا من رحلة فيليبس الأفريقية. وشملت ويليام أولبرايت كبير علماء الآثار. بالإضافة إلى تمنع، ركزت البعثة أيضًا على التنقيب في مأرب، التي يعتقد أنها عاصمة مملكة سبأ، والتي تم تحديدها تاريخياً مع ملكة سبأ.
قام فريق فيليبس في تمنع بالتنقيب عبر طبقات من الطباق الأرضية، مما سمح لهم بتطوير مخطط زمني للمدينة يعود تاريخه إلى القرن الثامن قبل الميلاد. وكشفت أعمال التنقيب في منزل يافاش عن أسد من البرونز وتماثيل مرمرية أشار إليها الفريق باسم «مريم». كما كشفت الحفريات أيضًا عن العديد من الأشياء النفعية من الحياة اليومية والأشياء الجنائزية من مقبرة في تمنع. كان أحد مواقع التنقيب هو معبد أوام، الذي يرجع تاريخه إلى حوالي 800 قبل الميلاد.
تم إجراء جزء من الحملة في موقع يعود إلى ما قبل الإسلام يسمى حجر بن حميد، حيث وصل التنقيب إلى طبقة من طبقات القرن الحادي عشر قبل الميلاد. الجدير بالذكر أيضًا من مساعي 1951 اكتشاف علامات البناء القديمة على أحجار الرصف التي توفر تعليمات للبناة. كان هذا الاكتشاف بمثابة مفتاح للغة السكان القدماء. كما تم تضمين الخطاط ألبرت جيم الذي ساهم بشكل كبير في فهم اللغة وتطوير الخط الزمني للأشخاص القدماء في المنطقة. قام جيم بجمع النتائج التي توصل إليها في مقال نقش سبائي من محرم بلقيس، والذي تضمن مقدمة من فيليبس.
وشملت الحفريات سد مأرب، الذي كان الأكبر في العصور القديمة، ومعبد أوام، الذي كان أحد أهم المعابد السبئية، والذي كان يستخدم قبل 1200 سنة من ظهور الإسلام. عمل الفريق وصفًا تفصيليًا للمعبد، بما في ذلك حجمه ومواده الإنشائية، وقرر بأن المعبد أعيد بناؤه مرة واحدة على الأقل خلال هذه الفترة ما قبل الإسلامية. اكتشفوا العديد من النقوش داخل هذه الهياكل التي قدمت نظرة ثاقبة على دين ما قبل الإسلام في المنطقة. ووجد فريق البعثة أيضًا تأثيرًا هيلينيًا في بعض التماثيل في المعبد.

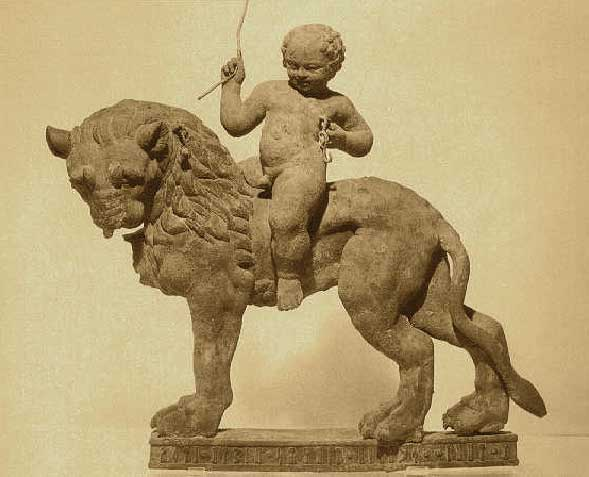
مثال لأسد قتباني برونزي موجود في بيت يافاش

ومع ذلك، توقفت الحملة بسبب الغارات التي شنها المحاربون البدو. أثار الشك السكان المحليين لعدم معرفتهم بالأجانب ولحجم المشروع، ولأخذهم القطع الأثرية، حيث رأى البعض أن رحلة فيليبس كانت غزوًا. كما أسر فيليبس لفترة وجيزة في بدايات المشروع من قبل السكان المحليين. كان العداء كافياً لإنهاء المشروع بحلول أوائل عام 1952، وظلت المنطقة مغلقة أمام علماء الآثار منذ ذلك الوقت.